# Celebrators of Becoming
Albums de Therion
Atlantis Lucid Dreaming
(2005) Gothic Kabbalah
(2007)
Celebrators of Becoming est un coffret du groupe suédois de death metal symphonique Therion, publié le 5 mai 2006 en Europe et le 13 juin 2006 en Amérique du Nord par Nuclear Blast. Il contient 4 DVD et 2 CD live d'un concert à Mexico.

## Liste des chansons
| 1.  | Intro                       | 0:27 |
| 2.  | Blood of Kingu              | 5:26 |
| 3.  | Uthark Runa                 | 5:33 |
| 4.  | Seven Secrets of the Sphinx | 3:45 |
| 5.  | Asgård                      | 4:32 |
| 6.  | Son of the Sun              | 5:43 |
| 7.  | Invocation of Naamah        | 5:38 |
| 8.  | Typhon                      | 4:37 |
| 9.  | Draconian Trilogy           | 6:43 |
| 10. | Flesh of the Gods           | 4:11 |
| 11. | Schwarzalbenheim            | 3:33 |
| 12. | Ginnungagap                 | 5:13 |

| 1.  | In Remembrance                   | 6:34 |
| 2.  | Wild Hunt                        | 4:01 |
| 3.  | The Invincible                   | 5:22 |
| 4.  | Melez                            | 3:59 |
| 5.  | Rise of Sodom and Gomorrah       | 6:52 |
| 6.  | The Khlysti Evangelist           | 4:53 |
| 7.  | Siren of the Woods               | 9:58 |
| 8.  | Quetzalcoatl                     | 3:38 |
| 9.  | Wine of Aluqah                   | 4:46 |
| 10. | Cults of the Shadow              | 5:19 |
| 11. | To Mega Therion                  | 7:09 |
| 12. | Iron Fist (reprise de Motörhead) | 5:14 |

### DVD: Disque 1
Vidéo du concert à Mexico en 2004.
1. "Intro"
2. "Blood of Kingu"
3. "Uthark Runa"
4. "Seven Secrets of the Sphinx"
5. "Asgård"
6. "Son of the Sun"
7. "Invocation of Naamah"
8. "Typhon"
9. "Draconian Trilogy"
10. "Flesh of the Gods"
11. "Schwarzalbenheim"
12. "Ginnungagap"
13. "In Remembrance"
14. "Wild Hunt"
15. "The Invincible"
16. "Melez"
17. "Rise of Sodom and Gomorrah"
18. "The Khlysti Evangelist"
19. "Siren of the Woods"
20. "Quetzalcoatl"
21. "Wine of Aluqah"
22. "Cults of the Shadow"
23. "To Mega Therion"
24. "Iron Fist" (reprise de Motörhead)
25. "Outro"

### DVD: Disque 2
Documentaire sur le tour du monde de Therion de 2004 à 2006 (Amérique du Nord, Amérique du Sud, Europe et Asie).

#### Amérique latine, 2004
Guadalajara, Mexique:
1. "Soundcheck Guadalajara" – 1:19

El Salvador:
1. "Before Show" – 0:32
2. "Stage Excerpt Seven Secrets" / "Atlantis" / "Siren" – 5:10
3. "After Show" – 0:28

Colombie:
1. "Blood of Kingu" – 5:28
2. "Rise of Sodom and Gomorrah" – 6:50

Bolivie:
1. "A Day in La Paz" – 22:22
2. "Wine of Aluqah" – 4:47

#### Amérique du Nord, 2005
Chicago, États-Unis:
1. "Seven Secrets of the Sphinx" – 3:58
2. "Black Sun" – 5:29

Québec, Canada:
1. "Wine of Aluqah" – 5:05
2. "Black Funeral" – 2:58

#### Europe de l'Est, 2004-2006
Moscou, Russie:
1. "Russian Anthem" – 1:26

Kiev, Ukraine:
1. "I Wanna Be Somebody" – 4:18

Bucarest, Roumanie:
1. "Black Funeral" – 3:16
2. "Iron Fist" – 4:20

Ankara, Turquie:
1. "Singing a’ Capella in the Dark" – 3:52
2. "Drumming in the Dark" – 3:42

#### Europe, 2004
Vienne, Autriche:
1. "Khlysti Evangelist" – 4:42

Paris, France:
1. "Uthark Runa" – 4:48
2. "Asgård" – 4:02
3. "The Crowning of Atlantis" – 5:12
4. "The invincible" – 5:17

Anvers, Belgique:
1. "Melez" – 4:13

Strasbourg, France:
1. "Uthark Runa" – 5:02

Stuttgart, Allemagne:
1. "Backstage" – 0:31
2. "Uthark Runa" – 4:51

Budapest, Hongrie:
1. "Typhon" – 5:28
2. "Cults of the Shadow" – 5:19

Varsovie, Pologne:
1. "Siren of the Woods" – 4:52

Pratteln, Suisse:
1. "Iron Fist" – 3:33

Toulouse, France:
1. "Caffeine" – 6:03 (invités de Trail of Tears)
2. "Rise of Sodom and Gommorrah" – 6:33
3. "Cults of the Shadow" / "To Mega Therion" / "Black Funeral" / "Iron Fist" – 15:12

### DVD: Disque 3

#### Live au Wacken Open Air, 2001
1. "Seven Secrets of the Sphinx"
2. "The Invocation of Naamah"
3. "Cults of the Shadow"
4. "Birth of Venus Illegitima"
5. "In the Desert of Set"
6. "The Rise of Sodom and Gomorrah"
7. "Wine of Aluqah"
8. "To Mega Therion"

#### Smecky Studios
Enregistré à Prague, République tchèque.
1. "Recording Choir for 'Quetzalcoath' and 'Blood of Kingu'" – 2:18
2. "Christofer Johnsson Follow Notes" – 0:27
3. "Harpsichord Close Up" – 0:12
4. "Recording Orchestra" – 2:33
5. "Recording solo tenor for 'Khlysti evangelist'" – 0:33

#### Sun Studio and Vor Frelsers Church
Enregistré à Copenhague, Danemark.
1. "Recording Hammond Organ" – 2:50
2. "Introducing the Mellotron" – 6:14
3. "Recording Mellotron" – 1:18
4. "Close Up Upon and Soundcheck of Church Organ" – 2:27
5. "Recording Church Organ" – 1:23
6. "Checking Result of Church Organ Recording" – 2:34
7. "Planning Mix" – 0:55
8. "Mixing "Son of the Sun"" – 4:10
9. "Mixing "Lemuria"" – 0:53

#### Studio report
Modern Art Studio, Stockholm, Suède.
1. "Drums and Guitar" – 21:17
2. "Mandolin Test of Harmonies" – 0:35
3. "Mandolin Recordings" – 5:45
4. "Piotr Entfesselt" – 4:50
5. "Dreams of Piotrenborg" – 1:08

#### Music videos
Toutes les vidéos du groupe
1. "Pandemonic Outbreak" (1992)
2. "A Black Rose" (1993)
3. "The Beauty in Black" (1995)
4. "To Mega Therion" (1996)
5. "In the Desert of Set" (1997)
6. "Birth of Venus Illegitima" (1998)
7. "Summernight City" (2001)

### DVD: Disque 4
Contient les bootlegs de 1989 à 2001 de leurs chansons, commentés par le groupe.
Strömstad, Suède, 1989:
1. "Paroxysmal Holocaust"

Of Darkness... - Rinkeby, Suède, 1989:
1. "Asphyxiate with Fear"

Of Darkness... - Helsinki, Finlande, 1990:
1. "Dark Eternity"

Of Darkness... - Huddinge, Suède, 1992:
1. "The Return"

Beyond Sanctorum - Borås, Suède, 1992:
1. "Enter the Depths of Eternal Darkness"

Beyond Sanctorum - Uppsala, Suède, 1992:
1. "Pandemonic Outbreak"

Ho Drakon Ho Megas tour - Huddinge, Suède, 1993:
1. "Dawn of Persihness"

Zoug, Suisse, 1994:
1. "Baal Reginon"

Lepaca Kliffoth - Buenos Aires, Argentine, 1995:
1. "Wings of the Hydra"
2. "Melez"
3. "Symphony of the Dead"
4. "A Black Rose"
5. "Dark Princess Naamah"
6. "Let the New Day Begin"
7. "Dawn of Perishness"
8. "Black"

Theli tour - Vilnius, Lituanie, 1996:
1. "Cults of the Shadow"

Theli tour 2 - Thessalonique, Grèce, 1997:
1. "To Mega Therion"

Vovin tour - Porto, Portugal, 1998:
1. "Rise of Sodom and Gomorrah"
2. "Black Sun"

Deggial - Mexique, 2000:
1. "Enter Vril-Ya"

Deggial tour - Vilnius, Lituanie, 2000:
1. "Behind the Scenes: Before a Show"
2. "Riders of Theli"
3. "The Niemann Brothers' Jam"
4. "To Mega Therion"
5. "The Wings of the Hydra"
6. "Behind the Scenes: After a Show"

Secret of the Runes tour - La Paz, Bolivie, 2001:
1. "Seawinds"
2. "Asgård"
3. "Secret of the Runes"
4. "Summernight City"
5. "Beauty in Black"

Behind the Scenes 1:
1. Budapest, Hongrie et Hambourg, Allemagne